# Georgi Myrkow
Georgi Nikołow Myrkow (bułg. Георги Николов Мърков, ur. 5 kwietnia 1946 w Gorno Wyrsziło) – bułgarski zapaśnik. Złoty medalista olimpijski z Monachium.

## Kariera sportowa
Walczył w stylu klasycznym. Zawody w 1972 były jego jedynymi igrzyskami olimpijskimi. Złoto wywalczył w wadze do 62 kilogramów. Na mistrzostwach świata zwyciężył w 1971, w 1970 zajął trzecie miejsce. Zdobył złoto mistrzostw Europy w 1972 i srebro w 1974.